# ژاک امل

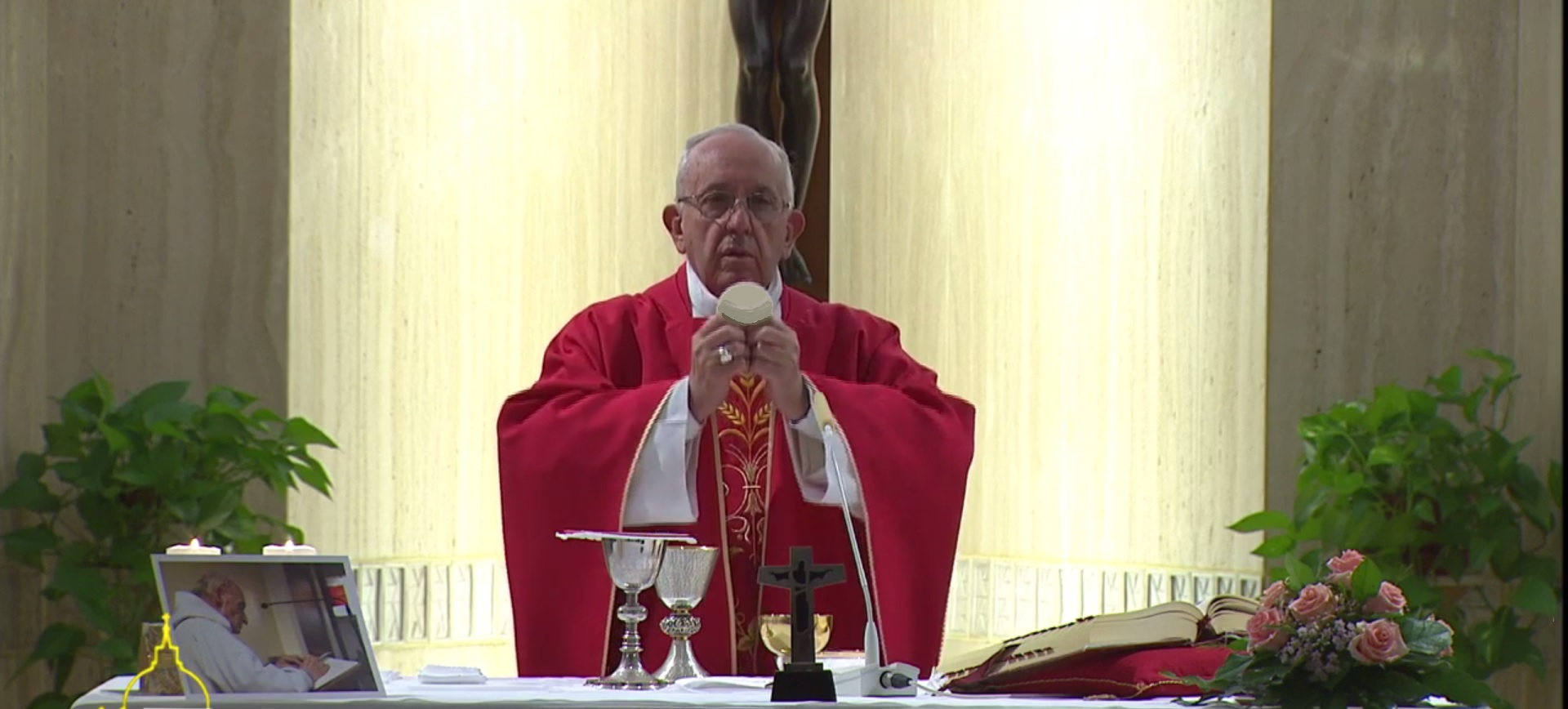
پاپ فرانسیس در حال اجرای آیین عشای ربانی برای کشیش ژاک امل-۱۴ سپتامبر ۲۰۱۶

ژاک اَمِل (به فرانسوی: Jacques Hamel) یک کشیش کاتولیک فرانسوی در بخش سنت اتین دو رووره در نورماندی بود که در حمله ۲۰۱۶ کلیسا نرماندی زمانیکه در کلیسا آیین عشای ربانی را جشن گرفته بود توسط دو نفر از اعضای داعش سر بریده شد 
نحوه مرگ او باعث شد تا توسط مسیحیان، شامل پاپ فرانسیس، غیر-مسیحیان و مطبوعات، یک شهید (شهید مسیحی) خوانده شود.
فرایند قدیس شدن‌ او در اکتبر ۲۰۱۶ آغاز شد.